# Nhàn mào
Nhàn mào (Thalasseus bergii) là một loài chim biển trong họ Mòng biển, gồm 5 phân loài, làm tổ thành từng tập đoàn dày đặc ở các bờ biển và hòn đảo tại các vùng nhiệt đới và cận nhiệt đới thuộc Cựu Thế giới. Loài này sinh sản ở các khu vực từ Cộng hòa Nam Phi, vòng quanh Ấn Độ Dương đến giữa Thái Bình Dương cho đến nước Úc. Toàn bộ các cá thể sẽ di cư khỏi khu vực sinh sản sau khi làm tổ. Loài này có họ hàng rất gần gũi với nhàn hoàng gia (Thalasseus maximus) và nhàn mào nhỏ (Thalasseus bengalensis) nhưng có thể phân biệt được chúng qua kích thước và màu sắc của mỏ.
Phần trên cơ thể (phần lưng) của nhàn mào có màu xám, phần dưới (phần bụng) có màu trắng, mỏ vàng và cái mào bờm xờm màu đen (cụp ra phía sau vào mùa đông). Con non có bề ngoài khác biệt với bộ lông hằn rõ màu xám, nâu và trắng; chúng dựa vào nguồn thức ăn từ cha mẹ trong vài tháng sau khi đủ lông đủ cánh. Tương tự tất cả các thành viên trong chi Thalasseus, nhàn mào bắt cá bằng cách lao xuống nước (thường là ở biển); chim trống tặng cá cho chim mái như một phần của nghi thức tỏ tình.
Loài chim này có tính thích nghi và đã học được cách bám theo các thuyền đánh cá để ăn những con cá bị ngư dân vứt bỏ do không phải là thứ họ muốn đánh bắt. Chúng cũng tận dụng những địa điểm dị thường để làm tổ, ví dụ trên mái các toà nhà và trên các đảo nhân tạo trong các ruộng muối hay trong hồ xử lý nước thải. Trứng và chim non bị mòng biển và cò quăm ăn, đồng thời hoạt động đánh cá, săn bắn và khai thác trứng chim của loài người đã gây suy giảm số lượng cá thể loài này. Tuy nhiên, đây là loài ít quan tâm với số lượng cá thể ổn định ở mức 500.000 trên phạm vi toàn cầu.

## Phân loại
Họ Nhàn (Sternidae) là tập hợp các loài chim có kích cỡ từ nhỏ đến vừa, có mối quan hệ gần gũi với họ Mòng biển Laridae, họ Xúc cá (Rynchopidae) và họ Chim cướp biển (Stercorariidae). Hình dáng của chúng trông giống mòng biển nhưng đặc trưng cơ thể thì nhẹ hơn, cánh nhọn dài (giúp bay nhanh), đuôi toè sâu và chân ngắn. Phần trên cơ thể của đa số loài có màu xám, phần dưới có màu trắng, mào màu đen có thể thu lại hoặc cụp lại vào mùa đông.
Vào năm 1823, nhà tự nhiên học Martin Lichtenstein là người đầu tiên gọi nhàn mào bằng danh pháp Sterna bergii, nhưng sau này người ta đã chuyển nhàn mào từ chi Sterna sang chi Thalasseus như hiện nay sau khi các nghiên cứu DNA ty thể xác nhận rằng ba kiểu hình hiện diện trên đầu của nhàn (không có mào màu đen, có mào màu đen và có mào màu đen với trán màu trắng) đã dẫn đến một nhánh chim riêng biệt.
Trong chi Thalasseus, họ hàng gần nhất của nhàn mào là "nhàn mào nhỏ" (T. bengalensis) và "nhàn hoàng gia" (T. maximus). Nghiên cứu DNA không bao hàm loài cực kỳ nguy cấp là "nhàn mào Trung Quốc" (T. bernsteini), nhưng do loài này từng được xem là cùng loài với nhàn mào (được xem là từ đồng nghĩa trong phân loài T. b. cristatus) nên T. bernsteini cũng được xem là có quan hệ rất mật thiết với nhàn mào.
Tên chi Thalasseus bắt nguồn từ tiếng Hi Lạp là Thalassa (nghĩa là "biển") còn bergii là để tưởng nhớ Karl Heinrich Bergius (một nhà sinh vật học và dược sĩ người Phổ), người đã thu thập mẫu vật đầu tiên của loài nhàn này ở một địa điểm gần Cape Town, Nam Phi.
Nhàn mào có khoảng năm phân loài, chủ yếu khác nhau về màu sắc của phần trên cơ thể và màu sắc của mỏ. Người ta còn đề xuất một số lượng tương tự các phân loài khác nhưng số phân loài này không được coi là hợp lệ. Dưới đây là danh sách năm phân loài:
| Phân loài                           | Phạm vi sinh sản                                               | Đặc điểm riêng có                                                                                                   | Ước tính số lượng                                                                                          |
| ----------------------------------- | -------------------------------------------------------------- | --- | --- |
| T. b. bergii (Lichtenstein, 1823)   | Bờ biển Cộng hòa Nam Phi và Namibia                            | Phần trên màu xám đậm, hơn lớn hơn thalassina, có ít màu trắng trên đầu nhất                                        | 20.000 cá thể (gồm 6.336 cặp sinh sản ở Nam Phi và tối đa là 1.682 cặp ở Namibia)                          |
| T. b. enigma (Clancey, 1979)        | Đồng bằng Zambezi, Mozambique, phía nam là đến Durban, Nam Phi | Phân loài có màu sắc nhợt nhạt nhất.                                                                                | 8.000–10.000 cá thể ở Madagascar và Mozambique                                                             |
| T. b. cristata (Stephens, 1826)     | Miền đông Ấn Độ Dương, Úc và tây Thái Bình Dương               | Tương tự bergii, có đuôi, phao câu và lưng cùng màu với bergii; những cá thể ở Úc có màu sắc nhợt nhạt hơn.         | Hơn 500.000 cá thể ở Úc                                                                                    |
| T. b. thalassina (Stresemann, 1914) | Miền tây Ấn Độ Dương                                           | Kích cỡ nhỏ và màu sắc nhợt nhạt; những cá thể ở miền nam phạm vi sinh sản thì lớn hơn và màu sắc ít nhợt nhạt hơn. | 2.550–4.500 cá thể ở miền đông châu Phi và quần đảo Seychelles                                             |
| T. b. velox (Cretzschmar, 1827)     | Biển Đỏ, vịnh Ba Tư, miền bắc Ấn Độ Dương                      | Lớn nhất, nặng nhất, màu sẫm nhất và có mỏ dài nhất                                                                 | 33.000 cá thể ở Trung Đông (bao gồm 4.000 cặp ở Oman và 3.500 cặp trên các hòn đảo ngoài khơi Ả Rập Xê Út) |

## Miêu tả

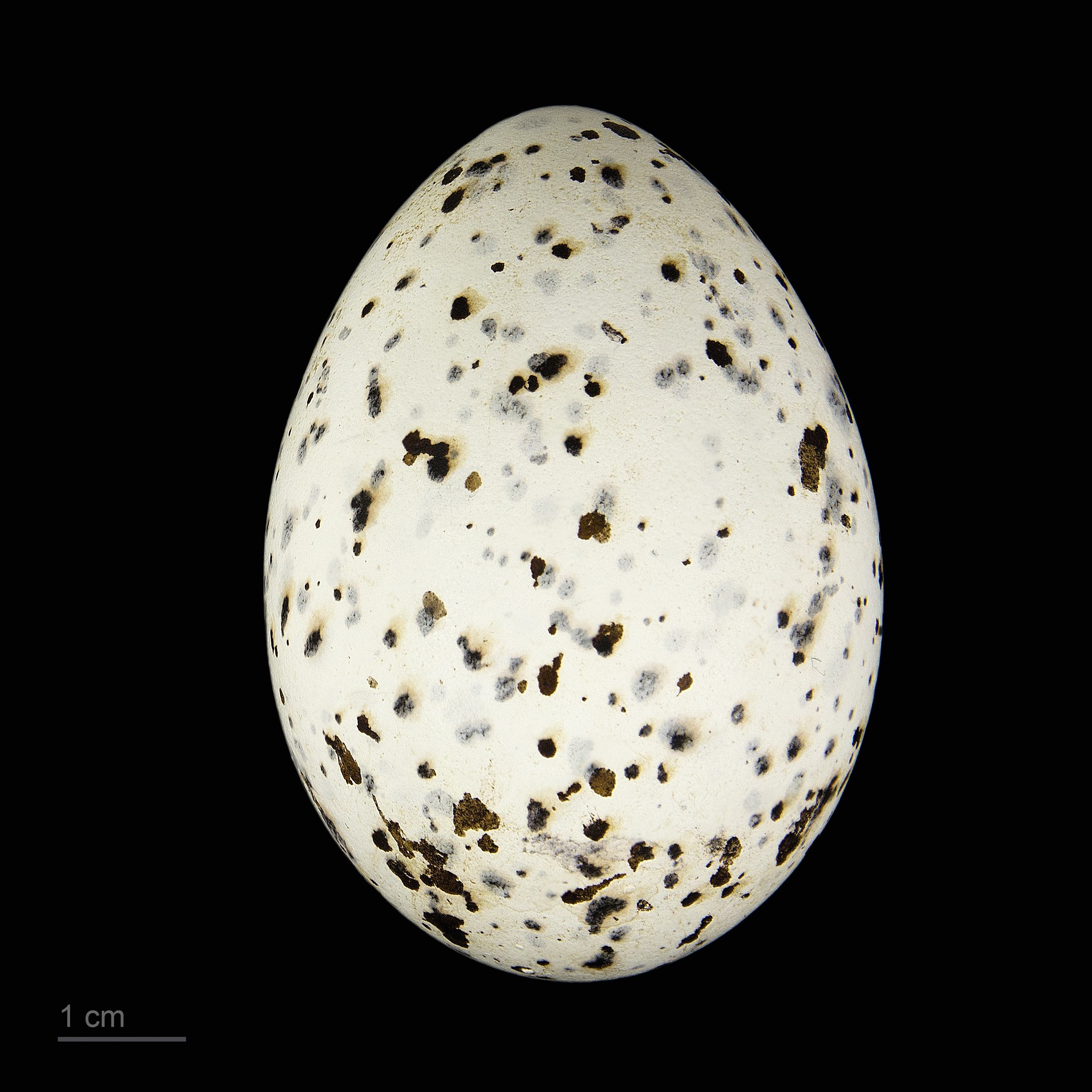
Thalasseus bergii

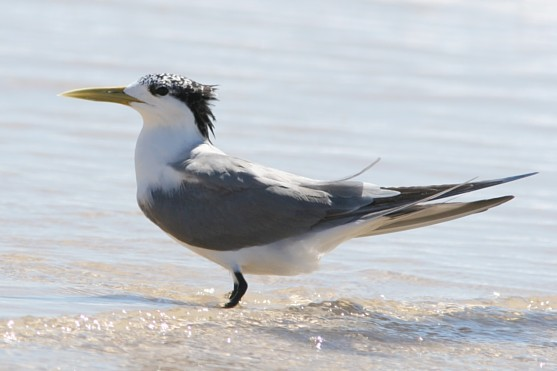
Một cá thể T. b. cristata trưởng thành không trong thời kì sinh sản

Nhàn mào là một loài nhàn lớn với chiếc mỏ dài 5,4-6,5 cm có màu vàng. Chân chim và chiếc mào bóng bẩy trông rất bờm xờm ở phần chóp cùng có màu đen. Nhàn mào trưởng thành trong thời kì sinh sản thuộc phân loài T. b. bergii có cơ thể dài từ 46 đến 49 cm, sải cánh dài 125–130 cm và cân nặng 325-397 gam. Phần trán và phần bên dưới cơ thể có màu trắng; phần lưng và mặt trong của cánh có màu xám tối. Vào mùa đông, bộ lông ở phần trên cơ thể chuyển sang màu xám nhợt, đỉnh đầu chuyển sang màu trắng và hợp với phần mào [cụp lại] thành màu muối tiêu.
Chim trống và chim mái trưởng thành đều có vẻ ngoài giống nhau, trong khi vẻ ngoài của chim non lại khác biệt hẳn: đầu chúng trông giống với đầu của chim trưởng thành vào mùa đông; bộ lông ở phần trên của cơ thể có hằn rõ có màu xám, nâu và trắng; cánh khi khép lại thì giống như có những vệt màu sẫm. Chim non sau khi thay lông trông khá giống với chim trưởng thành nhưng màu sắc trên cánh vẫn loang lổ với một vệt màu sẫm ở phần trong của lông bay (tức loại lông trên cánh giúp cho chim bay).

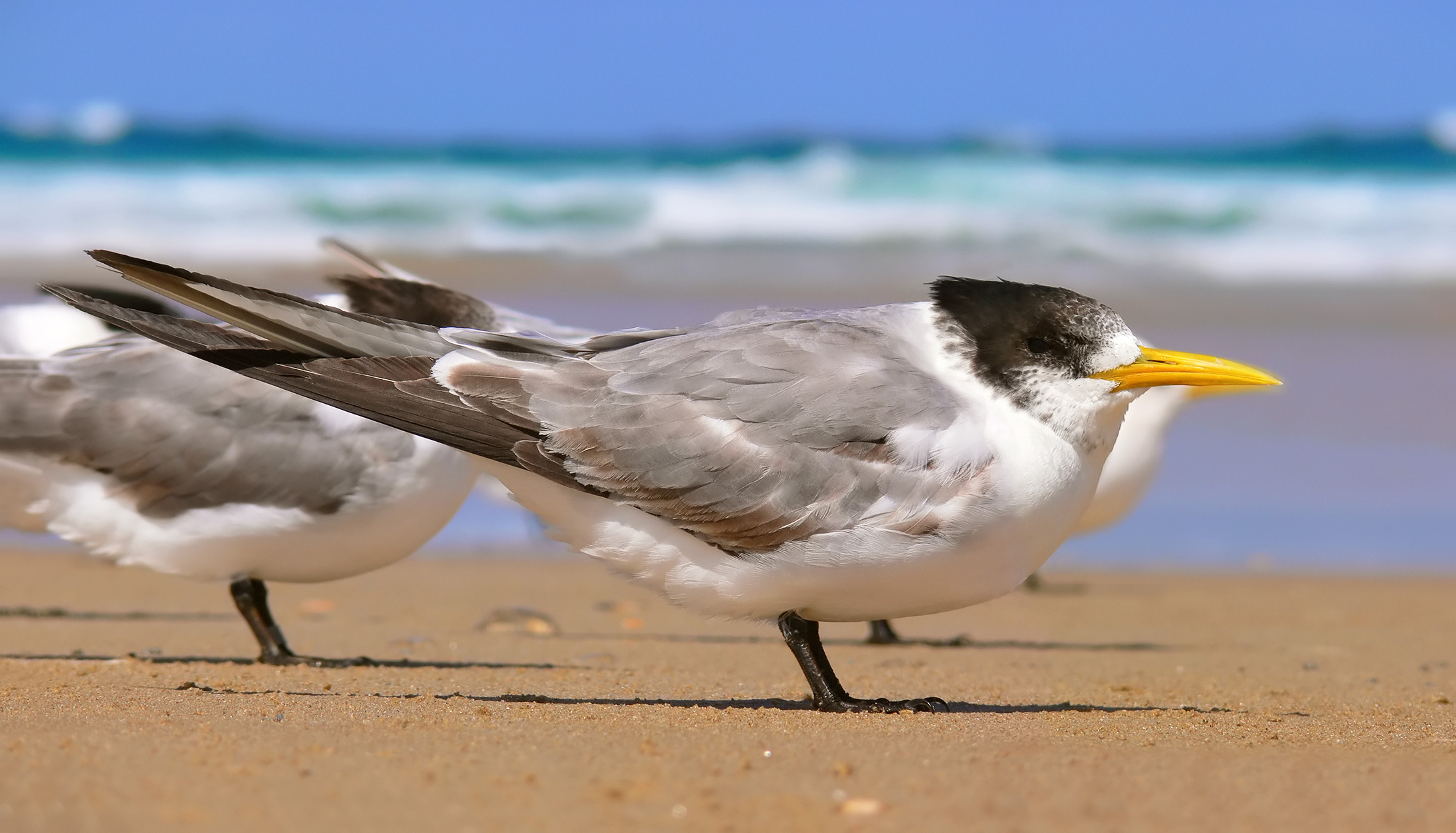
T. b. cristata khi được một tuổi

Hai phân loài ở miền bắc là T. b. velox và T. b. thalassina thay đổi bộ lông sang dạng bộ lông thời kì sinh sản trong khoảng thời gian từ tháng năm đến tháng mười. Trong khi đó, hai phân loài ở miền nam thì đổi sang bộ lông thời kì sinh sản trong khoảng thời gian từ tháng 12 đến tháng tư. Đối với T. b. cristata, thời gian thay lông phụ thuộc vào địa điểm. Chim ở Úc và châu Đại Dương thay bộ lông trong khoảng từ tháng chín đến tháng tư, trong khi chim ở Thái Lan, Trung Quốc và đảo Sulawesi thay lông từ tháng hai đến tháng sáu hoặc tháng bảy.
Loài "nhàn hoàng gia" (T. maximus) có kích cỡ tương đương nhàn mào nhưng vóc dáng nặng nề hơn, sải cánh rộng hơn, lưng có màu nhợt nhạt hơn và cái mỏ ngắn, đậm sắc da cam hơn. Nhàn mào thường được kết chung với "nhàn mào nhỏ" (T. bengalensis) nhưng loài này lớn hơn "nhàn mào nhỏ" 25%, mỏ dài hơn và cân xứng hơn, đầu dài và nặng hơn, vóc dáng to hơn. So với nhàn mào, "nhàn mào nhỏ" có mỏ nhuộm màu da cam, đồng thời chim non có bộ lông loang lổ hơn.
Nhàn mào có tiếng kêu lớn, đặc biệt là tại các bãi sinh sản. Để ra một cảnh báo về lãnh thổ, loài chim này phát ra một âm thanh lớn, khàn khàn và giống như của quạ: kerrak. Những con chim đang lo lắng hay phấn khích thì phát ra tiếng kêu korrkorrkorr. Khi bay, chúng phát ra tiếng wep wep.

## Phân bố và môi trường sống

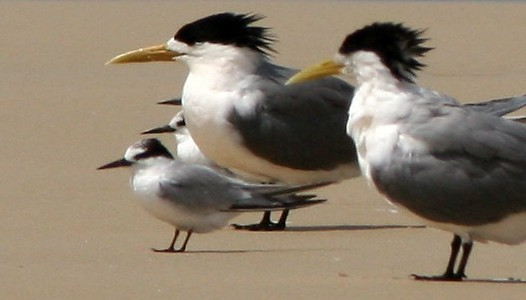
Nhàn mào đậu cùng "nhàn nhỏ" (Sternula albifrons). Hãy chú ý sự khác biệt về kích thước.

Nhàn mào sống ở các vùng bờ biển nhiệt đới hay ôn đới ấm áp thuộc Cựu thế giới, trải dài từ Nam Phi, vòng quanh Ấn Độ Dương đến Thái Bình Dương và Úc. Phân loài T. b. bergii và T. b. enigma sinh sản tại miền nam châu Phi, từ Namibia đến Tanzania, và có lẽ là cả trên các đảo xung quanh Madagascar. Không thấy nhàn mào phân bố trong cả một vùng tính từ vùng vừa kể đến tận Somalia và Biển Đỏ và chúng cũng không phân bố ở khu vực miền nam Ấn Độ.
Ở Ấn Độ Dương, nhàn mào sinh sản trên nhiều hòn đảo bao gồm Aldabra và Etoile thuộc quần đảo Seychelles, quần đảo Chagos và đảo Rodrigues. Có nhiều tập đoàn chim sống trên vô số các hòn đảo thuộc Thái Bình Dương, bao gồm Kiribati, Fiji, Tonga, quần đảo Société và quần đảo Tuamotu.
Tổ của nhàn mào nằm trên những đảo san hô, đảo đá hay đảo cát thấp, thỉnh thoảng tổ của chúng nằm trong các bụi cây còi cọc, nhưng thường thì chúng không có nơi trú ẩn. Khi không sinh sản, nhàn mào sẽ đậu hay nghỉ ngơi trên các bờ biển rộng rãi, có khi là trên thuyền, nhà cửa ở cảng hay các mô đất nhô cao trong các phá nước (vụng biển). Hiếm khi thấy loài này ở các lạch triều (lạch nước bị tác động bởi thủy triều) hay các vùng nước nội địa.

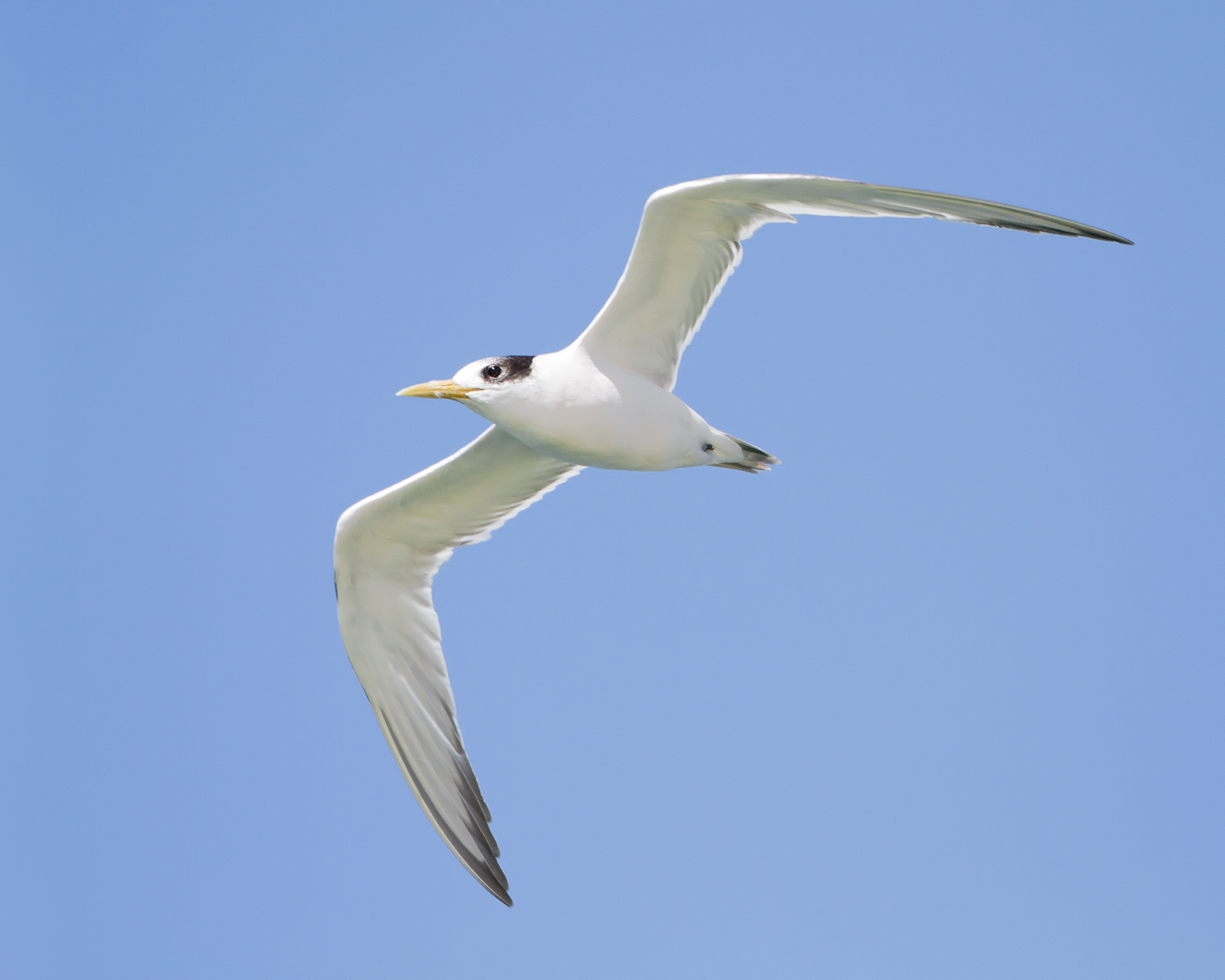
Nhàn mào đang bay.

Sau khi sinh sản, toàn bộ các cá thể nhàn mào sẽ di trú. Khi chim ở miền nam châu Phi rời khỏi các điểm sinh sản ở Namibia và Tây Cape, đa phần số chim trưởng thành sẽ bay về phương đông đến dải bờ biển Ấn Độ Dương thuộc Nam Phi. Nhiều chim non cũng bay về phía đông, thỉnh thoảng chúng bay hơn 2.000 km trong khi số khác bay về phương bắc dọc theo bờ biển phía tây. Phân loài T. b. thalassina trú đông ở bờ biển đông châu Phi, phía bắc kéo dài đến Kenya và Somalia, phía nam có thể kéo dài tới Durban thuộc Nam Phi. Những con nhàn thuộc phân loài T. b. velox sinh sản về phía đông vịnh Ba Tư có vẻ như không rời đi chỗ khác hay chỉ đơn thuần là giải tán thay vì di trú thực sự; tuy vậy, những con chim sinh sản ở Biển Đỏ sẽ đi trú đông bằng cách bay về phương nam dọc theo bờ biển miền đông châu Phi đến Kenya. Nhìn chung, T. b. cristata chủ yếu chỉ loanh quanh trong phạm vi 400 km xung quanh sân chim. Tuy nhiên, cũng có một số cá thể bay lang thang trong phạm vi lên đến 1.000 km. Chim nhàn mào còn phiêu bạt đến Hawaii, New Zealand, Cộng hòa Dân chủ Nhân dân Triều Tiên, Jordan và Israel.

### Tình trạng
Nhàn mào phân bố rộng rãi khắp nơi, ước tính trên một diện tích là 1-10 triệu kilômét vuông. Loài này được xếp vào loại Loài ít quan tâm ở cấp độ toàn cầu. Tuy nhiên, đã có những mối quan ngại về số lượng cá thể, đơn cử là nhàn không còn sinh sản ở vịnh Thái Lan và số lượng nhàn mào ở Indonesia đã suy giảm do hoạt động khai thác trứng chim.
Tất cả các phân loài, trừ T. b. cristata, đều nằm trong tầm bao quát của Thoả thuận về bảo tồn chim nước di trú Phi-Âu (AEWA). Các bên ký vào thoả thuận có trách nhiệm thực hiện nhiều chiến lược bảo tồn được mô tả trong kế hoạch hành động chi tiết.
Ở Việt Nam, người ta đã quan sát thấy nhàn mào ở các vùng biển Trung Bộ như Nha Trang, quần đảo Hoàng Sa, Trường Sa và Côn Đảo.

## Tập tính

### Sinh sản

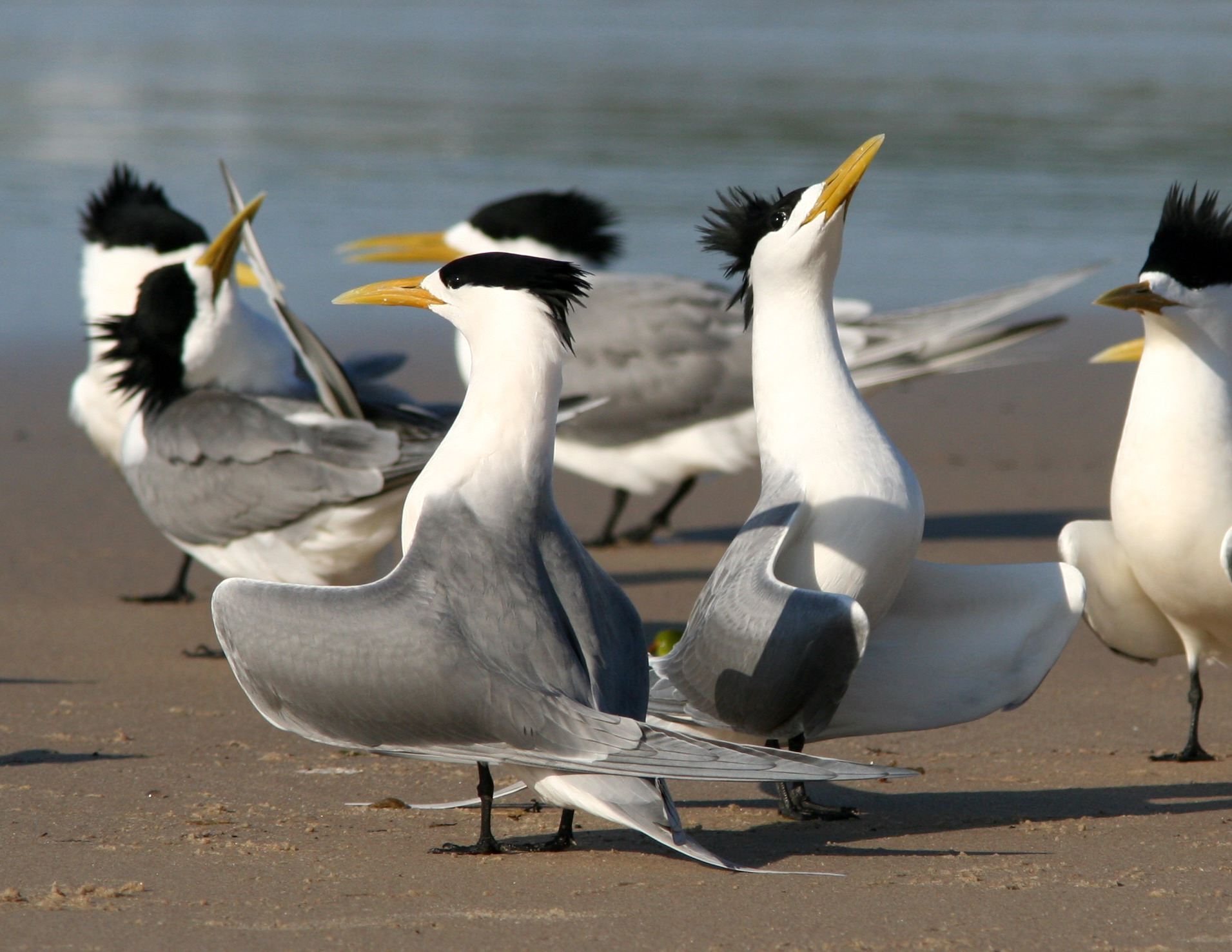
T. b. cristata

Nhàn mào sinh sản tại nhiều sân chim, thường là cùng chỗ với các loài chim biển khác. Loài này sống theo cặp gồm một trống - một mái, và mối liên hệ giữa cặp đôi được duy trì suốt trong năm, thỉnh thoảng là trong nhiều kì sinh sản liên tục. Kích thước của sân chim lệ thuộc vào lượng cá ở biển, và sân chim lớn nhất từng được ghi nhận là tại vịnh Carpentaria thuộc miền bắc nước Úc với 13.000-15.000 cặp chim. Có lẽ các cơn lũ theo mùa vào mùa hè và sự gia tăng lượng dưỡng chất cung cấp cho vịnh do dòng sông mang lại đã giúp làm tăng lượng cá tại vùng này. Nhàn mào không trung thành với nơi chúng sinh ra mà thường xuyên thay đổi nơi sinh sản từ năm này đến năm khác, thỉnh thoảng cách đó hơn 200 km.

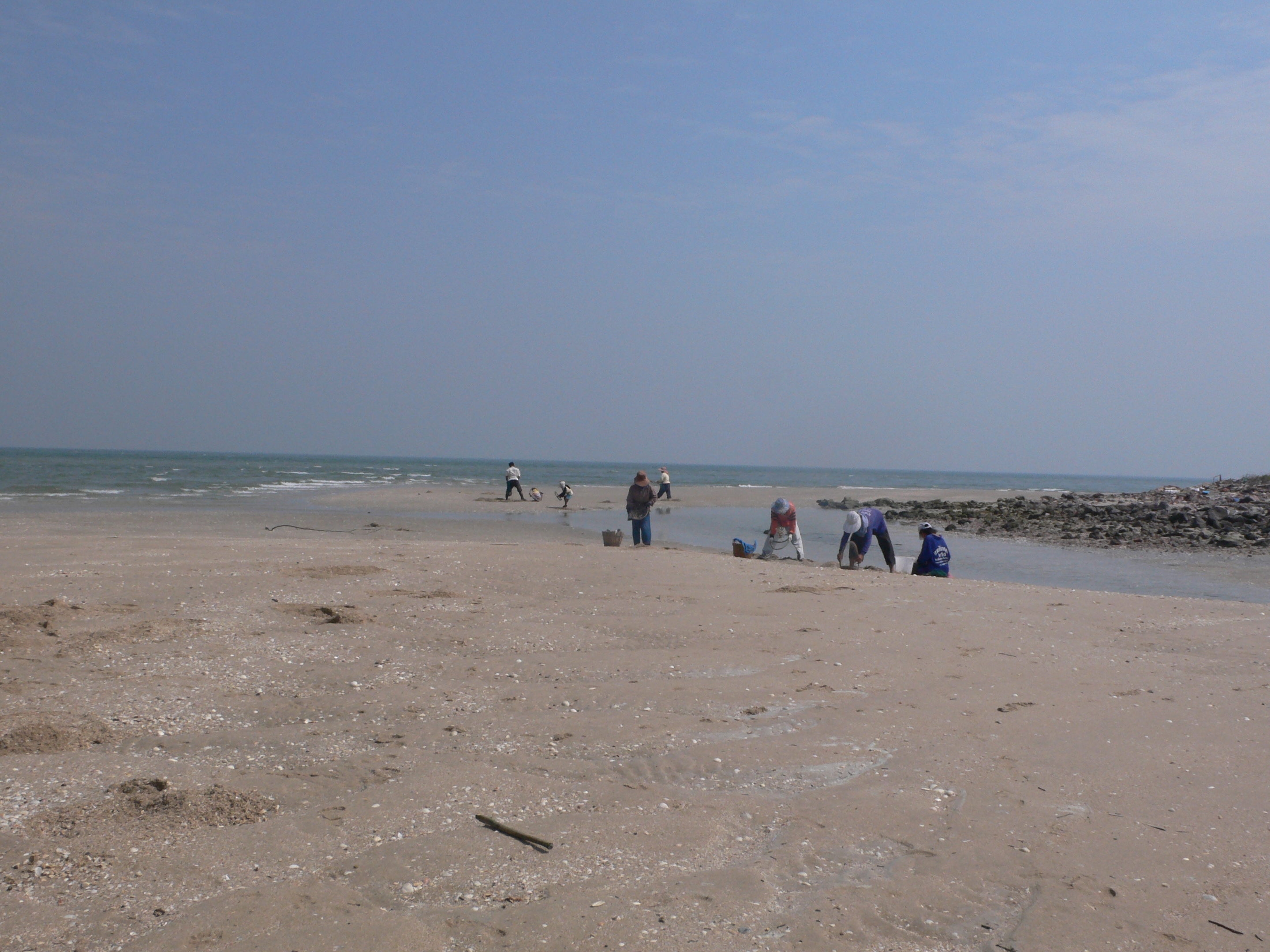
Những đảo cát nhiệt đới là nơi chim đậu lại và sinh sản nhưng có thể bị các hoạt động của con người gây xáo trộn.

Một con nhàn mào trống sẽ thiết lập một lãnh địa nhỏ để chuẩn bị làm tổ và sẽ mổ bất cứ con nhàn nào dám tiến vào lãnh địa của nó. Nếu kẻ xâm nhập là một con trống khác thì kẻ xâm nhập này cũng đáp trả đòn tấn công và thường là sẽ bị chủ nhân lãnh địa đẩy lùi một cách rất mãnh liệt. Nếu kẻ xâm nhập là một con mái thì nó sẽ phản ứng thụ động lại sự hung hăng của chim trống, cho phép chim trống có thời gian nhận ra giới tính của nó và khởi động màn trình diễn (ngẩng đầu và cúi chào) để cùng nhau cặp đôi. Nhàn mào còn tặng cá như một phần của nghi lễ tỏ tình: một con chim bay vòng quanh sân chim với con cá trong mỏ và kêu lớn; con chim còn lại có thể cũng bay theo nhưng cuối cùng chúng sẽ đậu lại và trao nhau món quà.

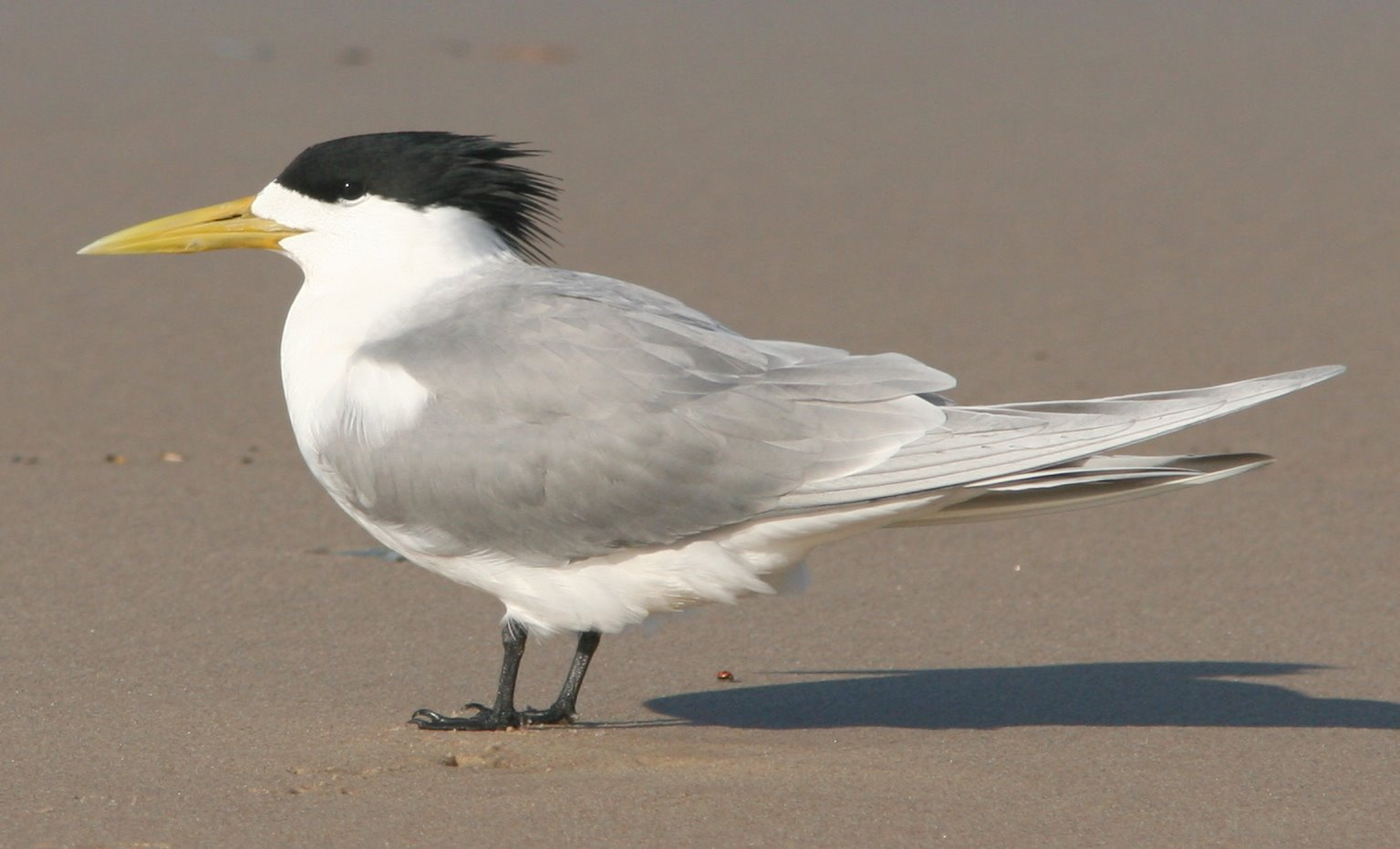
Một cá thể nhàn mào với bộ lông thời kì sinh sản tại New South Wales, Úc.

Tổ chim thực chất là một chỗ cát nông được đào trên một nền đất rộng và phẳng, có khi là nền dốc. Thường thì chim không lót gì vào tổ này nhưng thỉnh thoảng có đá hoặc "xương" của mực nang. Nhàn mào đẻ một (thỉnh thoảng là hai) quả trứng vào tổ rồi cả chim trống và mái cùng ấp trứng trong vòng 25-30 ngày đến khi trứng nở. Trứng có màu kem với những sọc hơi đen. Tính đồng bộ hóa trong hành vi đẻ trứng biểu hiện trong phạm vi bầy sinh sản và còn rõ hơn nữa trong phạm vi các bầy nhỏ. Chim cha mẹ không nhận diện được trứng của mình hay chim non mới nở nhưng có thể phân biệt được đâu là con mình khi chim non đạt hai ngày tuổi, tức là ngay trước khi chúng bắt đầu di chuyển ra khỏi tổ. Chim non có màu sắc rất nhợt nhạt với các đốm màu đen; chúng có khả năng sống độc lập sau khi nở nhưng được chim cha mẹ ấp ủ và cho ăn. Chim non đủ lông đủ cánh sau 38-40 ngày nhưng sau khi rời khỏi sân chim thì chúng vẫn lệ thuộc vào cha mẹ cho đến khi chúng được khoảng bốn tháng tuổi.

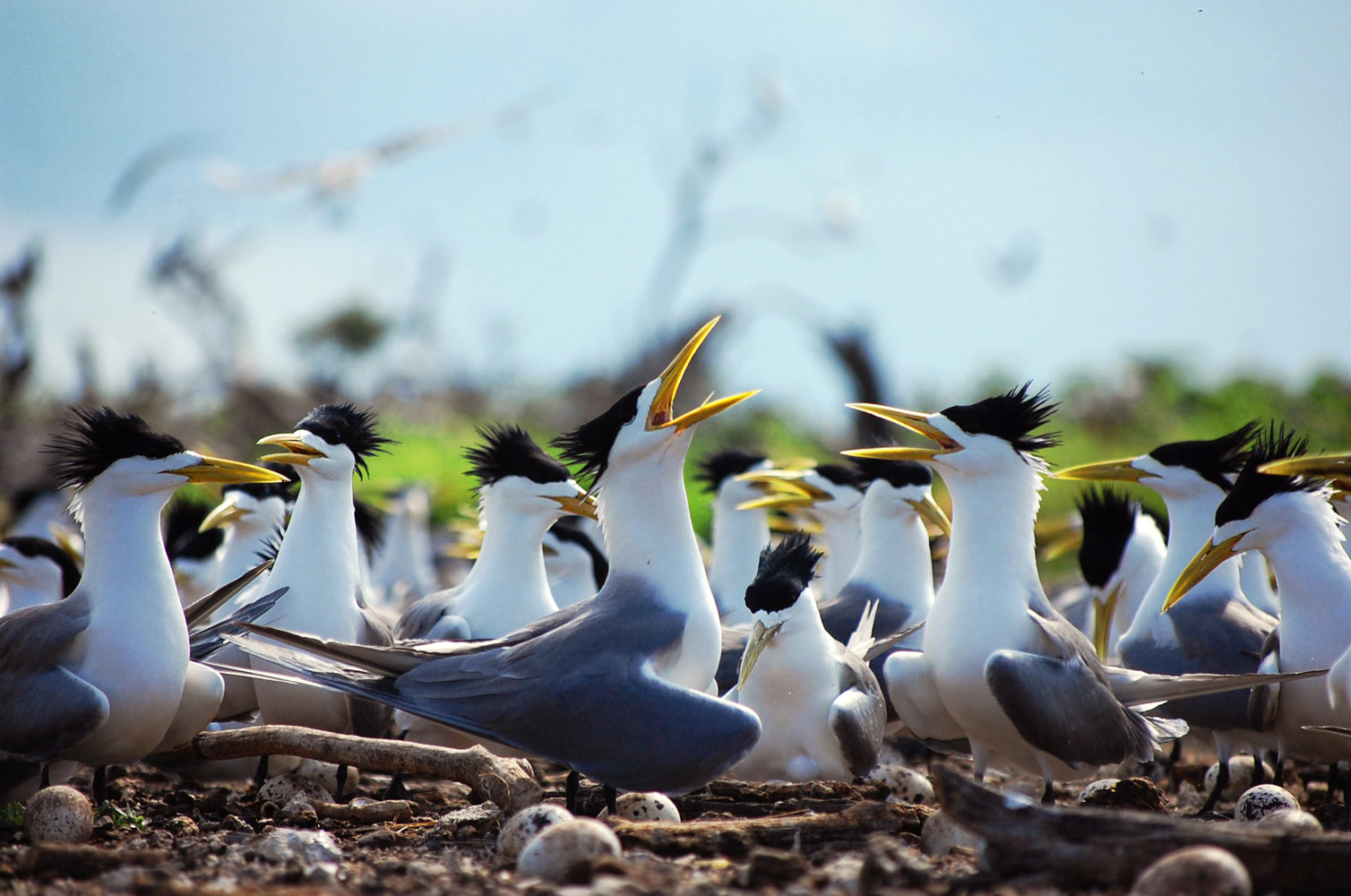
Một sân chim ở Rạn san hô Tubbataha, Philippines

Tại Nam Phi, nhàn mào đã thích nghi với việc sinh sản trên mái nhà, thỉnh thoảng cùng chỗ với "mòng biển vua" (Chroicocephalus hartlaubii). Vào năm 2000, nơi đây có 7,5% số cá thể nhàn sinh sản trên mái nhà. Chim cũng tìm đến các đảo nhân tạo nằm trong các ruộng muối và hồ xử lý nước thải để sinh sản.
Có rất ít loài ăn thịt săn đuổi nhàn mào trưởng thành, nhưng ở Namibia thì chim non thường bị loài mòng biển Larus dominicanus cướp thức ăn. Người ta còn quan sát thấy Larus dominicanus, Chroicocephalus hartlaubii, mòng biển bạc và Threskiornis aethiopicus ăn trứng và nhàn mào non, đặc biệt là khi sân chim của những loài này bị quấy rầy. Các bầy chim nằm ở vành ngoài của sân chim cũng dễ trở thành mục tiêu của kẻ ăn thịt hơn. Ở Úc, nhàn mào bị chó và mèo ăn thịt; thỉnh thoảng chúng bị bắn hoặc đâm đầu vào xe hơi, dây cáp và cột đèn.

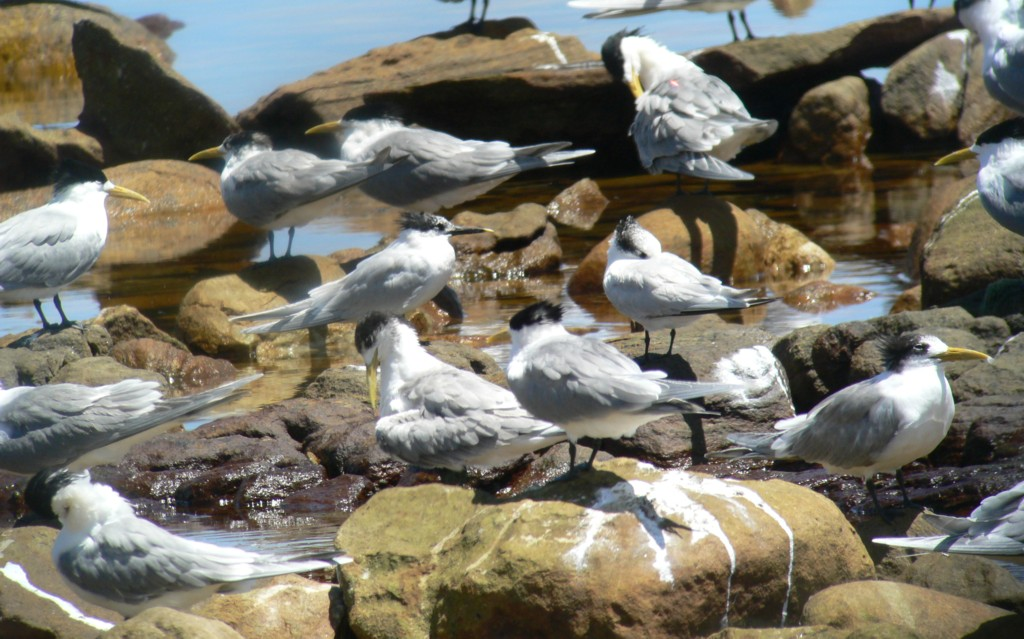
Một phân loài nhàn mào (đã được đề cử) đang đậu cùng các con nhàn thuộc loài Thalasseus sandvicensis ở Nam Phi

Tác động của ngành đánh cá thương mại thể hiện cả mặt tích cực và tiêu cực lên nhàn mào. Tỉ lệ sống sót của chim chưa trưởng thành được cải thiện nếu có tàu cá thải bỏ thức ăn thừa, và số lượng cá thể nhàn mào ở vịnh Carpentaria tăng có thể là do sự phát triển của nghề cào tôm. Ngược lại, nghề đánh cá bằng lưới kéo đã làm giảm lượng thức ăn của chim, và sự thay đổi khá lớn trong số lượng cá thể nhàn mào ở Tây Cape (Nam Phi) có liên quan mật thiết đến những thay đổi trong lượng cá ở biển do hoạt động khai thác cá bằng lưới kéo gây nên. Nhàn mào có thể chết hay bị thương khi đâm vào hay bị mắc kẹt trong lưới; tuy vậy, có ít bằng chứng nói lên rằng số lượng toàn thể nhàn mào bị ảnh hưởng đáng kể bởi hoạt động đánh cá của con người.
Một sự việc rắc rối bất thường đã xảy ra vào năm 2006 khi 103 con chim nhàn ngoài khơi ven đảo Robben, Nam Phi bị bọt biển (sinh ra từ sự kết hợp của tác động sóng biển, chất nhầy tảo bẹ và thực vật phiêu sinh) làm tê liệt khả năng vận động. Sau khi chữa trị, 90% số chim đã đủ khỏe mạnh để được thả ra.

### Kiếm ăn

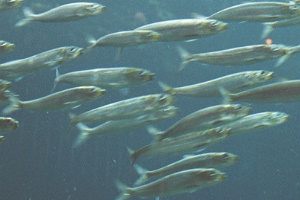
Cá mòi là thức ăn phổ biến của nhàn mào.

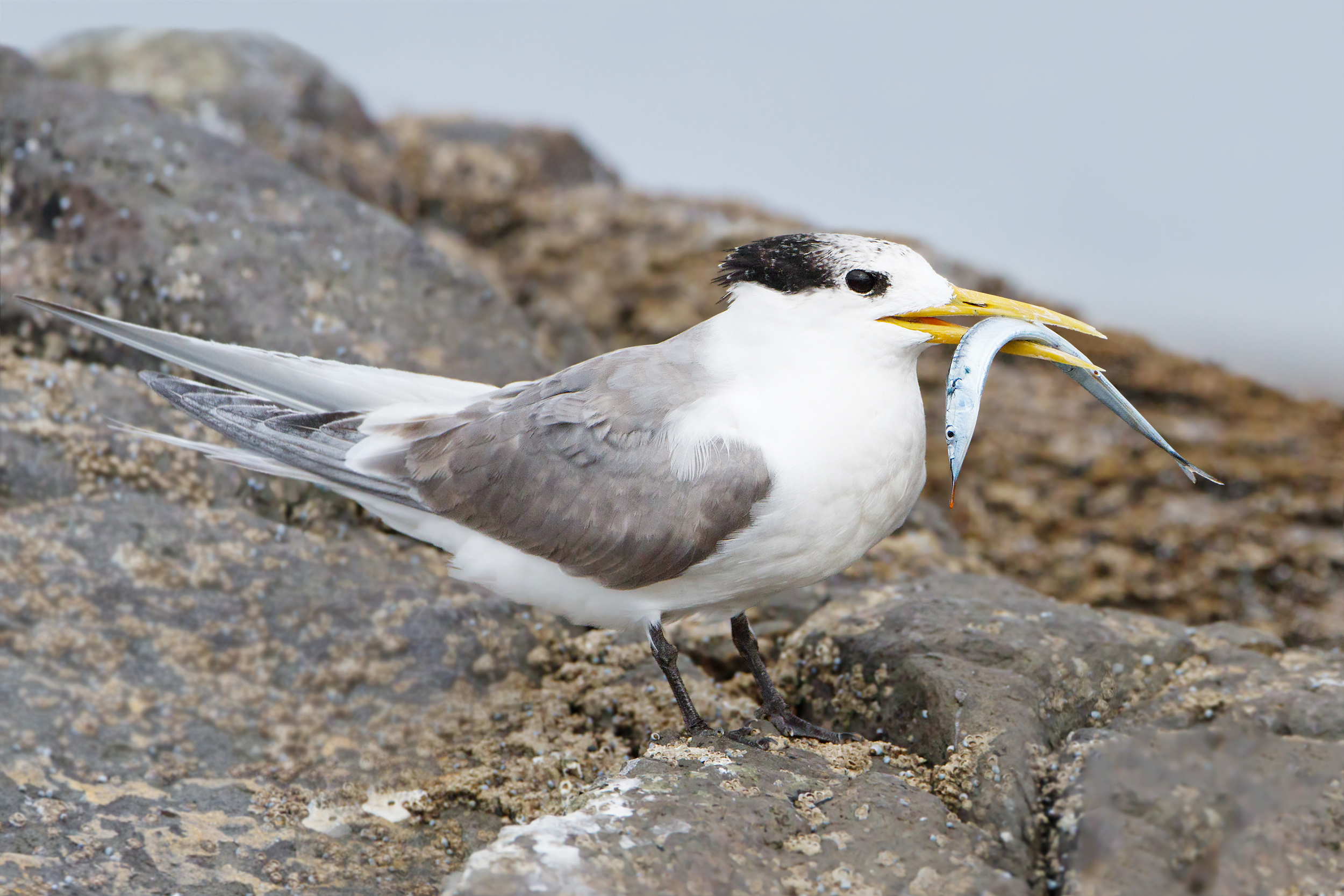
Nhàn mào đang ngậm một con cá thuộc loài Hyporhamphus melanochir

Cá là thức ăn chủ yếu của nhàn mào, chiếm gần 90% tổng lượng thức ăn của chúng. Số còn lại là động vật chân đầu, động vật giáp xác và côn trùng. Một số động vật có xương sống đôi khi cũng là thức ăn của chim, ví dụ nhông (Agamidae) và đồi mồi dứa mới nở.

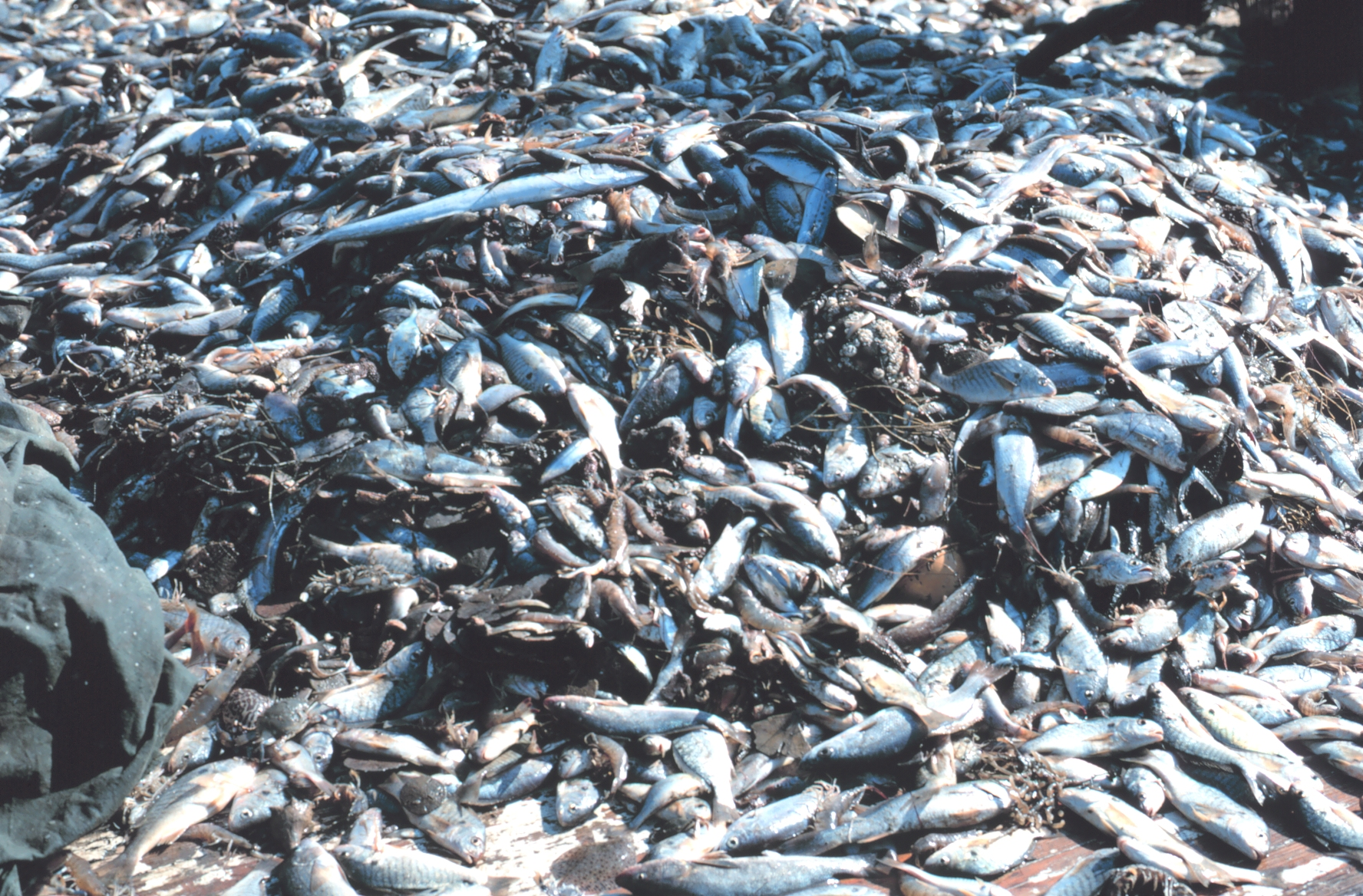
Cá bị thải bỏ từ các tàu đánh bắt tôm có thể là thức ăn cho nhàn mào

Nhàn mào kiếm ăn chủ yếu ở biển bằng cách lao vào nước và lặn xuống độ sâu tối đa là 1 m hay trầm mình từ mặt biển. Chim có thể kiếm ăn trong phạm vi 10 km từ đất liền trong mùa sinh sản. Con mồi có chiều dài từ 7–138 mm và cân nặng tối đa 30 g. Nhàn mào thường ăn những loài cá sống gần mặt nước như cá trổng và cá mòi nhưng chúng cũng ăn những động vật đáy do con người thải bỏ từ tàu đánh cá. Loài chim này cũng chủ động bám theo tàu cá, dù cho đó là vào ban đêm; trong mùa đánh cá, số thức ăn chim kiếm được từ những loại hải sản do con người thải bỏ có thể chiếm tới 70% khẩu phần ăn của chúng. Các tàu đánh bắt tôm mang lại lợi ích nhiều nhất về mặt thức ăn cho nhàn mào do tôm thường chỉ chiếm 10-20% sản lượng đánh bắt lên trong khi số còn lại (chủ yếu là các loài cá như cá sơn và cá bống trắng) đều bị con người thải bỏ.
Một nghiên cứu tại vùng biển rạn san hô Great Barrier (nơi số lượng nhàn mào tăng gấp mười lần, có thể là nhờ thức ăn thải bỏ từ tàu cá) đã chỉ ra rằng "nhàn mào nhỏ" và Onychoprion fuscatus đã rời khỏi khu vực và chuyển đến sinh sản tại một vùng cấm đánh cá thuộc rạn san hô này. Có khả năng là số lượng nhàn mào đông đúc đã gây ảnh hưởng lên các loài khác thông qua sự cạnh tranh về thức ăn và địa điểm làm tổ.
Nhàn mào có các giọt dầu màu đỏ trong các tế bào nón của võng mạc mắt. Đặc điểm này giúp cải thiện độ tương phản và làm tăng thêm thị lực tầm xa, đặc biệt là trong điều kiện không khí mù sương. Trong các giọt dầu tế bào nón của những loài chim phải nhìn qua mặt phân giới không khí/nước - như nhàn và mòng bể - có các sắc tố carotenoid nhuộm màu mạnh hơn so với các loài chim khác. Thị lực được cải thiện giúp chim nhàn định vị các đàn cá, mặc dù người ta vẫn chưa chắc chắn được là chúng nhìn vào đám thực vật phiêu sinh là mồi của cá, hay chúng quan sát các con chim nhàn khác đang lao xuống kiếm ăn. Một điểm nữa là mắt chim nhàn không nhạy với tia cực tím - một đặc điểm thích nghi phù hợp với những loài kiếm ăn trên cạn như mòng bể hơn.